# Gregor Foitek
Gregor Foitek (Zurique, 27 de março de 1965) é um ex-automobilista suíço.

## Carreira

### Fórmulas 3 e 3000
Em 1986, Foitek correu no Campeonato suíço de Fórmula 3, sagrando-se campeão em 1986. Competindo na Fórmula 3000 entre 1986 e 1988, marcou quinze pontos (todos em 1988), conquistando uma vitória, no GP de Vallelunga. Apesar disso, ficou conhecido por ter causado um acidente na corrida de Brands Hatch, também em 1988, em que o inglês Johnny Herbert sofreu ferimentos graves e quase encerrou a carreira.

## Fórmula 1 e CART
Foitek participou em 22 Grandes Prêmios de Fórmula 1 (largou em sete), estreando em 26 de março de 1989, pela EuroBrun. Ele falhou em todas as onze tentativas de colocar o carro no grid; naquele ano ele trocou de equipe e foi para a Rial, sucedendo ao alemão Christian Danner no GP da Espanha, falhando novamente na tentativa de colocar o carro no grid.
Em 1990, participou de duas provas pela Brabham (Estados Unidos e Brasil), e em ambas não terminou-as; depois foi para a Onyx, equipe onde seu pai, Karl, era um dos sócios. Estando presente em oito provas (largou em cinco), concluiu duas, sendo que a melhor delas foi em Mônaco, com um 7º lugar - Éric Bernard, da Larrousse, bateu no suíço e ambos saíram da pista. O francês terminaria a corrida em sexto lugar.
Em 1991, o suíço não encontra equipe para prosseguir a carreira na F-1, e migrou para a CART (futura Champ Car) no ano seguinte, disputando três provas pela equipe A.J. Foyt Enterprises; abandonou as etapas de Surfer's Paradise e Long Beach por problemas mecânicos. Já na Indy 500, chegou a ser inscrito, mas abriu mão de tentar a vaga por considerar "perigoso demais".
Foitek encerraria prematuramente sua carreira no mesmo ano, e atualmente cuida de seus próprios negócios.

## Resultados de Gregor Foitek na Fórmula 1
(legenda)
| Ano  | Equipe                     | Chassis        | Motor            | Pneus | 1       | 2       | 3       | 4       | 5       | 6       | 7       | 8       | 9       | 10      | 11      | 12  | 13  | 14     | 15 | 16 | Pontos | Posição  |
| ---- | -------------------------- | -------------- | ---------------- | ----- | ------- | ------- | ------- | ------- | ------- | ------- | ------- | ------- | ------- | ------- | ------- | --- | --- | ------ | -- | -- | ------ | -------- |
| 1990 | Motor Racing Developments  | Brabham BT58   | Judd V8          | P     | EUA Ret | BRA Ret |         |         |         |         |         |         |         |         |         |     |     |        |    |    | 0      | NC (22º) |
| 1990 | Moneytron Onyx Formula One | Onyx ORE-1B    | Ford Cosworth V8 | G     |         |         | SMR Ret | MON 7º  | CAN Ret | MEX 15º | FRA NQ  | GBR NQ  |         |         |         |     |     |        |    |    | 0      | NC (22º) |
| 1990 | Moneytron Onyx Formula One | Onyx ORE-2     | Ford Cosworth V8 | G     |         |         |         |         |         |         |         |         | ALE Ret | HUN NQ  |         |     |     |        |    |    | 0      | NC (22º) |
| 1989 | Eurobrun Racing            | EuroBrun ER188 | Judd V8          | P     | BRA NQ  | SMR NPQ | MON NPQ | MEX NPQ | EUA NPQ | CAN NPQ | FRA NPQ | GBR NPQ | ALE NPQ | HUN NPQ | BEL NPQ | ITA | POR |        |    |    | -      | NC (42º) |
| 1989 | Rial Racing                | Rial ARC2      | Ford Cosworth V8 | G     |         |         |         |         |         |         |         |         |         |         |         |     |     | ESP NQ |    |    | -      | NC (42º) |